# Daniele Zotti
Daniele Zotti (Genk, 23 februari 1997) is een Italiaans-Belgisch voetballer die als verdediger voor Bocholter VV speelt.

## Carrière
Daniele Zotti speelde tot 2006 in de jeugd van Patro Eisden Maasmechelen, waarna hij van 2006 tot 2016 in de jeugd van KRC Genk speelde met een korte tussenperiode bij het Franse Valenciennes FC. In het seizoen 2016/17 speelde Zotti voor zijn jeugdclub Patro Eisden Maasmechelen in de Eerste klasse amateurs. In 2017 vertrok hij bij Patro, en na een proefperiode bij Fortuna Sittard sloot hij bij Jong Roda JC aan. Op 26 oktober 2018 debuteerde hij door een blessure van Daryl Werker voor het eerste elftal van Roda JC Kerkrade, in de met 1-1 gelijkgespeelde uitwedstrijd tegen Jong AZ in de Eerste divisie. Hij speelde in totaal negen wedstrijden voor Roda voor hij in 2019 vertrok. In 2020 sloot hij aan bij Bocholter VV.

### Statistieken
| Seizoen                        | Club                      | Land           | Competitie         | Competitie | Competitie | Beker | Beker | Totaal | Totaal |
| Seizoen                        | Club                      | Land           | Competitie         | Wed.       | Dlp.       | Wed.  | Dlp.  | Wed.   | Dlp.   |
| ------------------------------ | ------------------------- | -------------- | ------------------ | ---------- | ---------- | ----- | ----- | ------ | ------ |
| 2016/17                        | Patro Eisden Maasmechelen | België         | 1e klasse amateurs | 17         | 0          | 1     | 0     | 18     | 0      |
| 2018/19                        | Roda JC Kerkrade          | Nederland      | Eerste divisie     | 9          | 0          | 0     | 0     | 9      | 0      |
| 2020/21                        | Bocholter VV              | België         | Tweede afdeling    | 4          | 0          | 0     | 0     | 4      | 0      |
| Carrièretotaal                 | Carrièretotaal            | Carrièretotaal | Carrièretotaal     | 30         | 0          | 1     | 0     | 31     | 0      |
| Bijgewerkt op 4 september 2019 |                           |                |                    |            |            |       |       |        |        |